# Croix Cesine
La croix Cesine est une croix située à Saint-Nicolas-aux-Bois, en France.

## Localisation
La croix est située sur la commune de Saint-Nicolas-aux-Bois, dans le département de l'Aisne.

## Historique
Le monument est inscrit au titre des monuments historiques en 1928.